# آناتول یوسف
آناتول یوسف (انگلیسی: Anatol Yusef؛ زادهٔ ۲۰ ژوئیهٔ ۱۹۷۸) بازیگرسینما، تئاتر و تلویزیون اهل بریتانیا است.
از فیلم‌ها یا برنامه‌های تلویزیونی که وی در آن نقش داشته‌است می‌توان به امپراتوری بوردواک، جشن ملی فرانسه، آخرین سفارش‌ها و واعظ اشاره کرد.
وی همچنین برندهٔ جوایزی همچون جایزه انجمن بازیگران فیلم برای بهترین اجرای گروه بازیگران در مجموعه درام شده‌است.